# 西门子交通集团
西門子交通集團（德語：Siemens Mobility）作为西门子公司基础设施与城市业务领域的一个部门，是一家国际领先的铁路车辆及相关服务供应商。该领域于2011年10月1日设立，同日该部门也获得了新的名称。其总部设于德国慕尼黑，是全球排名第三的軌道交通設備製造商和解決方案供應商。

## 历史
西门子交通集團的前身是西门子鐵路系統（Siemens Rail Systems），当中包括其他一些合并的业务单位。
在西门子公司于2008年1月1日重组之前，西门子运输系统（Siemens Transportation Systems）是与西门子交通集团关系最为密切的业务部门，其产品包括自动化和动力系统、鐵路机车、转钥系统和集成服务、铁路信号及控制系统、以及铁路电气化等。该集团还整合了原铁路车辆和机车部门西门子铁路技术（Siemens Schienenfahrzeugtechnik）。
2017年9月26日，西门子公司拟与昔日对手阿爾斯通合并组建新公司「Siemens Alstom」（西門子阿爾斯通），初始双方將各持有 50% 股份（因为根据协议总部将移到法国巴黎，作为交换条件，西门子在四年后有权利持有50.5%的新公司股份），以回应中国中车在全球轨道交通设备市场扩张的挑战。但是在2019年2月6日，欧洲联盟委员会否決了西门子交通集團和法國阿爾斯通的鐵路交通業務合併案。